# ATP-toernooi van Metz
De Open de Moselle of het ATP-toernooi van Metz is een jaarlijks tennistoernooi voor mannen dat wordt gespeeld in het Franse Metz als een van de ATP Tour 250. Het toernooi werd voor het eerst georganiseerd in 2003 en wordt in het najaar gespeeld in de Palais omnisport Les Arènes.
Het toernooi wordt gespeeld op indoor hardcourtbanen.

## Finales

### Enkelspel
| Datum      | Naam            | Cat.                      | (€)       | Winnaar                                | Verliezend finalist                    | Uitslag                                |                                        |
| ---------- | --------------- | ------------------------- | --------- | -------------------------------------- | -------------------------------------- | -------------------------------------- | -------------------------------------- |
| 29/09/2003 | Open de Moselle | ATP International Series  | € 355.000 | Arnaud Clément                         | Fernando González                      | 6-3, 1-6, 6-3                          | Details                                |
| 11/10/2004 | Open de Moselle | ATP International Series  | € 355.000 | Jérôme Haehnel                         | Richard Gasquet                        | 7-6(9), 6-4                            | Details                                |
| 03/10/2005 | Open de Moselle | ATP International Series  | € 355.000 | Ivan Ljubičić                          | Gaël Monfils                           | 7-6(7), 6-0                            | Details                                |
| 02/10/2006 | Open de Moselle | ATP International Series  | € 355.000 | Novak Đoković                          | Jürgen Melzer                          | 4-6, 6-3, 6-2                          | Details                                |
| 01/10/2007 | Open de Moselle | ATP International Series  | € 391.000 | Tommy Robredo                          | Andy Murray                            | 0-6, 6-2, 6-3                          | Details                                |
| 29/09/2008 | Open de Moselle | ATP International Series  | € 349.000 | Dmitri Toersoenov                      | Paul-Henri Mathieu                     | 7-6(6), 1-6, 6-4                       | Details                                |
| 21/09/2009 | Open de Moselle | ATP World Tour 250 series | € 398.250 | Gaël Monfils                           | Philipp Kohlschreiber                  | 7-6(1), 3-6, 6-2                       | Details                                |
| 26/09/2010 | Open de Moselle | ATP World Tour 250 series | € 398.250 | Gilles Simon (1)                       | Mischa Zverev                          | 6-3, 6–2                               | Details                                |
| 25/09/2011 | Open de Moselle | ATP World Tour 250 series | € 398.250 | Jo-Wilfried Tsonga (1)                 | Ivan Ljubičić                          | 6-3, 6-7(4), 6-3                       | Details                                |
| 23/09/2012 | Open de Moselle | ATP World Tour 250 series | € 398.250 | Jo-Wilfried Tsonga (2)                 | Andreas Seppi                          | 6-1, 6-2                               | Details                                |
| 22/09/2013 | Moselle Open    | ATP World Tour 250 series | € 410.200 | Gilles Simon (2)                       | Jo-Wilfried Tsonga                     | 6-4, 6-3                               | Details                                |
| 21/09/2014 | Moselle Open    | ATP World Tour 250 series | € 426.605 | David Goffin                           | João Sousa                             | 6-4, 6-3                               | Details                                |
| 27/09/2015 | Moselle Open    | ATP World Tour 250 series | € 439.405 | Jo-Wilfried Tsonga (3)                 | Gilles Simon                           | 7-6(5), 1-6, 6-2                       | Details                                |
| 25/09/2016 | Moselle Open    | ATP World Tour 250 series | € 463.520 | Lucas Pouille                          | Dominic Thiem                          | 7-6(5), 6-2                            | Details                                |
| 24/09/2017 | Moselle Open    | ATP World Tour 250 series | € 482.060 | Peter Gojowczyk                        | Benoît Paire                           | 7-5, 6-2                               | Details                                |
| 23/09/2018 | Moselle Open    | ATP World Tour 250 series | € 501.345 | Gilles Simon (3)                       | Matthias Bachinger                     | 7-6(2), 6-1                            | Details                                |
| 22/09/2019 | Moselle Open    | ATP Tour 250 series       | € 524.340 | Jo-Wilfried Tsonga (4)                 | Aljaž Bedene                           | 6-7(4), 7-6(4), 6-3                    | Details                                |
| 21/09/2020 | Moselle Open    | ATP Tour 250 Series       | € 606.350 | Geen toernooi wegens de coronapandemie | Geen toernooi wegens de coronapandemie | Geen toernooi wegens de coronapandemie | Geen toernooi wegens de coronapandemie |
| 26/09/2021 | Moselle Open    | ATP Tour 250 series       | € 481.270 | Hubert Hurkacz                         | Pablo Carreño Busta                    | 7-6(2), 6-3                            | Details                                |
| 25/09/2022 | Moselle Open    | ATP Tour 250 series       | € 534.555 | Lorenzo Sonego                         | Aleksandr Boeblik                      | 7-6(3), 6-2                            | Details                                |
| 11/11/2023 | Moselle Open    | ATP Tour 250 series       | € 562.815 | Ugo Humbert                            | Aleksandr Sjevtsjenko                  | 6–3, 6–3                               | Details                                |
| 09/11/2024 | Moselle Open    | ATP Tour 250 series       | € 579.320 | Benjamin Bonzi                         | Cameron Norrie                         | 7–6(6), 6–4                            | Details                                |

### Dubbelspel
| Jaar | Kampioen                                        | Verliezend finalist                    | Uitslag                                |
| ---- | ----------------------------------------------- | -------------------------------------- | -------------------------------------- |
| 2003 | Julien Benneteau (1) Nicolas Mahut (1)          | Michaël Llodra Fabrice Santoro         | 7-6(2), 6-3                            |
| 2004 | Arnaud Clément (1) Nicolas Mahut (2)            | Ivan Ljubičić Uros Vico                | 6-2, 7-6(8)                            |
| 2005 | Michaël Llodra (1) Fabrice Santoro (1)          | José Acasuso Sebastián Prieto          | 6-2, 3-6, 6-4                          |
| 2006 | Richard Gasquet Fabrice Santoro (2)             | Julian Knowle Jürgen Melzer            | 3-6, 6-1, [11-9]                       |
| 2007 | Arnaud Clément (2) Michaël Llodra (2)           | Mariusz Fyrstenberg Marcin Matkowski   | 6-1, 6-4                               |
| 2008 | Arnaud Clément (3) Michaël Llodra (2)           | Mariusz Fyrstenberg Marcin Matkowski   | 5-7, 6-3, [10-8]                       |
| 2009 | Colin Fleming Ken Skupski                       | Arnaud Clément Michaël Llodra          | 2-6, 6-4, [10-5]                       |
| 2010 | Dustin Brown Rogier Wassen                      | Arnaud Clément Michaël Llodra          | 6-3, 6-3                               |
| 2011 | Jamie Murray André Sá                           | Lukáš Dlouhý Marcelo Melo              | 6-4, 7-6(7)                            |
| 2012 | Nicolas Mahut (3) Édouard Roger-Vasselin (1)    | Johan Brunström Frederik Nielsen       | 7-6(3), 6-4                            |
| 2013 | Johan Brunström Raven Klaasen                   | Nicolas Mahut Jo-Wilfried Tsonga       | 6-4, 7-6(5)                            |
| 2014 | Mariusz Fyrstenberg Marcin Matkowski            | Marin Draganja Henri Kontinen          | 6-7(3), 6-3, [10-8]                    |
| 2015 | Łukasz Kubot Édouard Roger-Vasselin (2)         | Pierre-Hugues Herbert Nicolas Mahut    | 2-6, 6-3, [10-7]                       |
| 2016 | Julio Peralta Horacio Zeballos                  | Mate Pavić Michael Venus               | 6-4, 7-6(4)                            |
| 2017 | Julien Benneteau (2) Édouard Roger-Vasselin (3) | Wesley Koolhof Artem Sitak             | 7-5, 6-3                               |
| 2018 | Nicolas Mahut (4) Édouard Roger-Vasselin (4)    | Ken Skupski Neal Skupski               | 6-1, 7-5                               |
| 2019 | Robert Lindstedt Jan-Lennard Struff             | Nicolas Mahut Édouard Roger-Vasselin   | 2-6, 7-6(1), [10-4]                    |
| 2020 | Geen toernooi wegens de coronapandemie          | Geen toernooi wegens de coronapandemie | Geen toernooi wegens de coronapandemie |
| 2021 | Hubert Hurkacz Jan Zieliński (1)                | Hugo Nys Arthur Rinderknech            | 7-5, 6-3                               |
| 2022 | Hugo Nys Jan Zieliński (2)                      | Lloyd Glasspool Harri Heliövaara       | 7-6(5), 6-4                            |
| 2023 | Hugo Nys (2) Jan Zieliński (3)                  | Constantin Frantzen Hendrik Jebens     | 6–4, 6–4                               |
| 2024 | Sander Arends Luke Johnson                      | Pierre-Hugues Herbert Albano Olivetti  | 6–4, 3–6, [10-3]                       |

## Statistieken

### Meeste enkelspeltitels
| Aantal titels | Speler             | Jaren                  |
| ------------- | ------------------ | ---------------------- |
| 4             | Jo-Wilfried Tsonga | 2011, 2012, 2015, 2019 |
| 3             | Gilles Simon       | 2010, 2013, 2018       |

(Bijgewerkt t/m 2024)

### Meeste enkelspeltitels per land
| Aantal titels | Land      |
| ------------- | --------- |
| 13            | Frankrijk |
| 1             | België    |
| 1             | Duitsland |
| 1             | Italië    |
| 1             | Kroatië   |
| 1             | Polen     |
| 1             | Rusland   |
| 1             | Servië    |
| 1             | Spanje    |

(Bijgewerkt t/m 2024)

### Enkel- en dubbelspeltitel in hetzelfde jaar
| Tennisser      | Jaar |
| -------------- | ---- |
| Hubert Hurkacz | 2021 |

2003 · 2004 · 2005 · 2006 · 2007 · 2008 · 2009 · 2010 · 2011 · 2012 · 2013 · 2014 · 2015 · 2016 · 2017 · 2018 · 2019 · 2020 · 2021 · 2022 · 2023 · 2024
ITF-toernooien (mannen en vrouwen)

ATP-toernooien (mannen) – ATP-seizoen 2025

WTA-toernooien (vrouwen) – WTA-seizoen 2025

Voormalige toernooien mannen
Voormalige toernooien vrouwen
Voormalige amateurtoernooien